# Bataille de la Colline des Juifs
Guerre adalo-éthiopienne et Conflits entre Ottomans et Portugais (1538–1559)
La Bataille de la Colline des Juifs (nommée par Miguel de Castanhoso pour une communauté de Beta Israel qui y vivait) était une bataille menée en Ethiopie en août 1542 entre les forces portugaises de Cristóvão da Gama et les musulmans Adalites  partisans d'Ahmad ibn Ibrahim al-Ghazi. Les Portugais ont remporté la bataille, capturant de nombreux chevaux qu'ils auraient pu utiliser pour exploiter leur victoire lors de la précédente bataille de Jarte.
Les avantages de cette victoire furent de courte durée, car dans le mois qui suivit, Da Gama fut capturé puis tué à la suite de la bataille de Wofla avant même que ses soldats escortant les animaux capturés n'aient pu atteindre le campement portugais au lac d'Ashenge.
Le lieu de cette bataille n'est pas connu. Whiteway a soutenu que cet endroit est identique à Amba Geshen, situé loin au sud du camp portugais . Plus récemment, cependant, C.F. Beckingham a soutenu que la bataille s'est déroulée dans l'est des Monts Simien près de la rive gauche du fleuve Tekezé .